# Aleksandar Gazarović
Aleksandar Gazarović odnosno Aleksandar Gazzari, Alessandro Gazzari  (Vis, 28. lipnja 1637. – Vis, 13. rujna 1706.), hrvatski je povjesničar. Istraživao povijest Hvara i Brača.
Rodio se je na Visu, gdje mu je obitelj imala brojne posjede i ljetnikovce, kao što je to bio slučaj s hvarskom aristokracijom. Na Hvaru se školovao, a na rodnom Visu proveo većinu života. 
Gorljivo se protivio izjednačavanju plemićkih i pučanskih prava u komunalnoj upravi.
Za hrvatsku je povijesnu znanost bitan po svojem djelu Avvenimenti storici della città di Lesina compendiati in tre libri u kojemu je važan izvor o ustanku pučana na otoku Hvaru. Osobito su vrijedni radovi gdje obrađuje plemićko-pučanske sukobe od 15. do 17. st. (napose hvarski pučki ustanak), napad Katalonaca na Vis 1483., napad Eulg-Alija (Uluz-Ali) na Hvar i sudjelovanje hvarske galije u lepantskoj bitci 1571. godine. Pisao i o crkvenoj povijesti, osobito Hvara i Brača.
Podrijetlom je iz stare hvarske plemićke obitelji Gazarović (Gazzari), iz gornjeg sloja hvarskog plemstva. Unuk hrv. pjesnika Marina Gazarovića.